# Targa Florio 1954

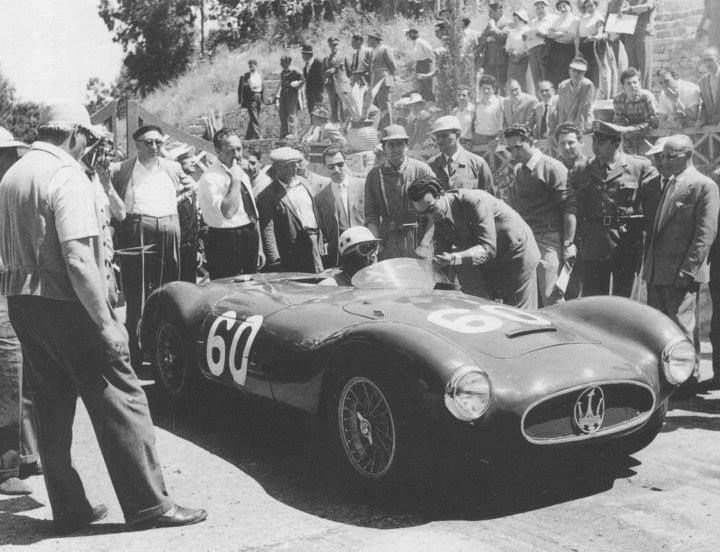
Der zweitplatzierte Luigi Musso im Maserati A6GCS/53 beim Rennstart

Die 38. Targa Florio, auch Targa Florio, Piccolo Circuito delle Madonie, Sicilia, war ein Straßenrennen auf Sizilien und fand am 30. Mai 1954 statt.

## Das Rennen
1953 war Piero Taruffi im Werks-Lancia D20 als Mitfavorit ins Rennen gegangen. 20 Kilometer nach dem Start kam er mit dem Wagen von der Strecke ab und musste aufgeben. Im neuen Lancia D24 war er 1954 nicht zu schlagen. Im Ziel hatte er nach einer Fahrzeit von 6:24:18 Stunden einen Vorsprung von sieben Minuten auf Luigi Musso im Maserati A6GCS/53. 
Nach den Erfolgen von Felice Bonetto 1952 und Umberto Maglioli 1953, war es der dritte Gesamtsieg von Lancia in Folge.

## Ergebnisse

### Schlussklassement
| 1               | S über 2.0  | 76 | Scuderia Lancia           | Piero Taruffi        | Lancia D24                   | 8 |
| 2               | S bis 2.0   | 60 | Officine Alfieri Maserati | Luigi Musso          | Maserati A6GCS/53            | 8 |
| 3               | S über 2.0  | 80 | Roberto Piodi             | Roberto Piodi        | Lancia Aurelia B20           | 8 |
| 4               | S bis 2.0   | 64 | Officine Alfieri Maserati | Luigi Bellucci       | Maserati A6GCS/53            | 8 |
| 5               | S über 2.0  | 82 | Scuderia Ferrari          | Clemente Biondetti   | Ferrari 250MM                | 8 |
| 6               | S über 2.0  | 72 | Scuderia Ferrari          | Ilfo Minzoni         | Ferrari 212 Export Motto     | 8 |
| 7               | GT über 1.3 | 46 | Francesco Arezzo          | Francesco Arezzo     | Lancia Aurelia B20           | 8 |
| 8               | S über 2.0  | 66 | Gaetano Starrabba         | Gaetano Starrabba    | Lancia Aurelia B20           | 8 |
| 9               | T über 1.3  | 44 | Melchiorre Scaminaci      | Melchiorre Scaminaci | Lancia Aurelia B20           | 8 |
| 10              | S bis 1.1   | 24 | Antonio di Salvo          | Antonio di Salvo     | Fiat Raor 1100 Sport         | 8 |
| 11              | S bis 1.1   | 28 | Ernesto Saccani           | Ernesto Saccani      | Osca MT4 1.1                 | 8 |
| 12              | GT über 1.3 | 52 | Carlo Pottino             | Carlo Pottino        | Lancia Aurelia B20           | 8 |
| 13              | S bis 2.0   | 58 | Guido Perrella            | Guido Perrella       | Lancia Aurelia B20           | 8 |
| 14              | S bis 1.1   | 20 | Otello Biagiotti          | Otello Biagiotti     | Ermini 1100 Sport            | 8 |
| 15              | S bis 750   | 12 | Stellario Zappalà         | Stellario Zappalà    | Fiat Giannini 750 Sport      | 8 |
| 16              | TS bis 1.3  | 32 | Francesco Toia            | Francesco Toia       | Fiat 1100/103                | 8 |
| 17              | TS bis 1.3  | 36 | Ugo Mauthe                | Ugo Mauthe           | Fiat 1100/103 TV             | 8 |
| Nicht klassiert |             |    |                           |                      |                              |   |
| 18              | TS bis 1.3  | 30 | Edoardo Reginella         | Edoardo Reginella    | Fiat 1100/103 TV             | 8 |
| 19              | S über 2.0  | 68 | Alfonso Vella             | Alfonso Vella        | Jaguar XK 120                | 8 |
| Ausgefallen     |             |    |                           |                      |                              |   |
| 20              | TS bis 1.3  | 34 | Armando Crimi             | Armando Crimi        | Fiat 1100/103 TV             | 7 |
| 21              | S bis 750   | 6  | Anna Maria Peduzzi        | Anna Maria Peduzzi   | Stanguellini 750 Sport       | 7 |
| 22              | S bis 2.0   | 40 | Giulio Cabianca           | Giulio Cabianca      | Osca MT4 1.5                 | 7 |
| 23              | GT bis 1.3  | 54 | Giuseppe Musso            | Giuseppe Musso       | Siata 208CS Stab. Farina     | 6 |
| 24              | S bis 750   | 2  | Pasquale Placido          | Pasquale Placido     | Nardi Danese BMW 750 Sport   | 5 |
| 25              | S bis 750   | 4  | Alfredo Fondi             | Alfredo Fondi        | Renault 4CV Speciale         | 5 |
| 26              | TS bis 1.3  | 38 | Domenico Fantauzzo        | Domenico Fantauzzo   | Fiat 1100/103 TV             | 3 |
| 27              | GT über 1.3 | 42 | Luigi Pieralisi           | Luigi Pieralisi      | Lancia Aurelia B20           | 3 |
| 28              | S über 2.0  | 70 | Scuderia Lancia           | Eugenio Castellotti  | Lancia D24                   | 3 |
| 29              | S über 2.0  | 78 | Robert Manzon             | Robert Manzon        | Lancia Aurelia B20           | 3 |
| 30              | S bis 1.1   | 14 | Ernesto Ferri             | Ernesto Ferri        | Abarth 204A Spyder Sport     | 2 |
| 31              | S bis 1.1   | 26 | Domenico Rotolo           | Domenico Rotolo      | Nardi Danese Fiat 1100 Sport | 2 |
| 32              | S bis 1.1   | 18 | Ernesto La Mattina        | Ernesto La Mattina   | Fiat 1100 Sport              | 1 |
| 33              | S bis 1.1   | 22 | Leonardo Guarrasi         | Leonardo Guarrasi    | Cisitalia Colombo 202        | 1 |
| 34              | S bis 2.0   | 62 | Officine Alfieri Maserati | Giorgio Scarlatti    | Maserati A6GCS/53            | 1 |
| 35              | S bis 750   | 8  | Luigi di Pasquale         | Luigi di Pasquale    | Fiat Giannini 750 Sport      | 1 |
| 36              | S bis 750   | 10 | Mario Piccolo             | Mario Piccolo        | Nardi Danese BMW 750         | 1 |
| 37              | S bis 1.1   | 16 | Angelo Orlando            | Angelo Orlando       | Cisitalia 202S MM            | 1 |

### Nur in der Meldeliste
Hier finden sich Teams, Fahrer und Fahrzeuge, die ursprünglich für das Rennen gemeldet waren, aber aus den unterschiedlichsten Gründen daran nicht teilnahmen.
| Pos. | Klasse      | Nr. | Team                  | Fahrer                | Chassis            |
| ---- | ----------- | --- | --------------------- | --------------------- | ------------------ |
| 38   | S bis 2.0   | 48  | Francesco Crescimanno | Francesco Crescimanno | Lancia Aurelia B20 |
| 39   | GT über 1.3 | 50  | Enzo Grimaldi         | Enzo Grimaldi         | Lancia Aurelia B20 |
| 40   | S über 2.0  | 74  | Domenico Tramontana   | Domenico Tramontana   | Lancia             |

### Klassensieger
| Klasse      | Fahrer            | Fahrzeug                | Platzierung im Gesamtklassement |
| ----------- | ----------------- | ----------------------- | ------------------------------- |
| S über 2.0  | Piero Taruffi     | Lancia D24              | Gesamtsieg                      |
| S bis 2.0   | Luigi Musso       | Maserati A6GCS/53       | Rang 2                          |
| S bis 1.1   | Antonio di Salvo  | Fiat Raor 1100 Sport    | Rang 10                         |
| S bis 750   | Stellario Zappala | Fiat Giannini 750 Sport | Rang 15                         |
| GT über 1.3 | Francesco Arezzo  | Lancia Aurelia B20      | Rang 7                          |
| T bis 1.3   | Francesco Toia    | Fiat 1100/103           | Rang 16                         |

### Renndaten
- Gemeldet: 40
- Gestartet: 37
- Gewertet: 17
- Rennklassen: 6
- Zuschauer: unbekannt
- Wetter am Renntag: warm und trocken
- Streckenlänge: 72,000 km
- Fahrzeit des Siegerteams: 6:24:18,000 Stunden
- Gesamtrunden des Siegerteams: 8
- Gesamtdistanz des Siegerteams: 576,000 km
- Siegerschnitt: 89,930 km/h
- Schnellste Trainingszeit: keine
- Schnellste Rennrunde: Eugenio Castellott – Lancia D24 (#70) – 0:46:23,600 = 93,116 km/h
- Rennserie: zählte zu keiner Rennserie